# Jacques Paulon
Jacques Paulon, né le 23 novembre 1824 à Volonne (Basses-Alpes) et mort le 24 janvier 1891 à Volonne, est un homme politique français.

## Biographie
Entrepreneur de chemins de fer, il est député des Basses-Alpes de 1880 à 1881, siégeant sur les bancs républicains. Battu en 1881 et 1885, il quitte la vie politique.